# Opalimosina simplex
Opalimosina simplex är en tvåvingeart som först beskrevs av Richards 1929.  Opalimosina simplex ingår i släktet Opalimosina, och familjen hoppflugor. Arten är reproducerande i Sverige.